# 瓦博莱站
瓦博莱站是位于拉脱维亚拉特加尔地区的瓦博莱村火车站，里加-陶格夫匹尔斯铁路经过该站。